# Itara sonabilis
Itara sonabilis är en insektsart som beskrevs av Andrej Vasiljevitj Gorochov 1996. Itara sonabilis ingår i släktet Itara och familjen syrsor. Inga underarter finns listade i Catalogue of Life.